# Frédéric Belinsky
Pour les articles homonymes, voir Belinsky.
Frédéric Belinsky, né le 25 août 1974 à Caen, est un guitariste de jazz manouche français, petit-fils du pianiste classique russe Valia Belinsky et du violoniste tzigane Stéphane Brotescou.

## Biographie
Frédéric Belinsky commence à étudier la guitare à l’âge de neuf ans au conservatoire russe de Paris Serge-Rachmaninoff de Paris, puis de Boulogne, puis enfin au conservatoire national supérieur de musique et de danse de Paris, dont il sort médaillé d’argent en 1997.
Durant ses quinze années de guitare classique, il ne se limite pas à ce style de musique et s’oriente vers le jazz à travers l’écoute des plus grands (Barney Kessel, Wes Montgomery, Tal Farlow, Elek Bacsik…).
Fier de ses origines, il fait ses débuts à seize ans dans les cabarets russes parisiens aux côtés de musiciens tziganes reconnus qui vont enrichir son expérience. Jazz et musique tzigane ne lui font pas oublier le classique, et il donne en Europe une série de concerts consacrés à Jean-Sébastien Bach.
Il a joué pour Mikhaïl Gorbatchev, le roi du Maroc Mohammed VI, et avec des musiciens de jazz très connus comme Raphaël Faÿs, Stéphane Grappelli, Boulou Ferré ou Angelo Debarre.
Ému par le style de Django Reinhardt, il interprète également des standards américains de jazz, crée et interprète ses propres variations jazz sur des romances russes et des thèmes slaves et se dit à l’origine d’un nouveau style musical : le Swing slave.
Ses lieux de concerts sont multiples : le Petit Journal Montparnasse, le Sunset, le Baiser salé, le JazzCartoon, l’église Saint-Julien-le-Pauvre, le festival d’Aurillac, le festival de jazz de Moscou, la Maison Internationale de Musique à Moscou, etc.
Finaliste de Jazz à Juan Révélations 2005, (palais des Congrès de Juan-les-Pins 25-27 mars 2005), il a eu le Meilleur Succès Public[réf. nécessaire].